# Thomas Strunz
Thomas Strunz (Duisburgo, 25 de abril de 1968) é um ex-futebolista alemão que defendeu seu país na Copa do Mundo de 1994.

## Carreira
Atuou também na Eurocopa de 1996.
Por clubes, Strunz se destacou no Bayern de Munique, onde começou a atuar profissionalmente em 1989. Deixou os gramados em 2001, no mesmo Bayern.
Antes, havia atuado no Stuttgart.

## Títulos
Bayern de Munique
- Bundesliga: 1989-90, 1996–97, 1998–99, 1999–00, 2000–01
- Copa da UEFA: 1995–96

Seleção Alemã
- Eurocopa: 1996